# A citrusfa levelestől, ágastól
Az A citrusfa levelestől, ágastól kezdetű magyar népdalt Kodály Zoltán gyűjtötte a Bukovinai Istensegítsben 1914-ben. Székely fonó című művében dolgozta fel. A dalbetét szövegéhez felhasználta Kriza János és Sebestyén Gyula gyűjtését.
A dal szövegét éneklik a Kifeküdtem én a magas tetőre dallamára is.
A dal hangneme szokatlan. Nem illeszkedik az ún. diatonikus hangsorba (mint pl. a dúr, moll, fríg, stb.), mert alaphangsorában bővített szekund van (az esz és fisz között nincs másik hang). Többféle bővített szekundos hangnem van; A citrusfa hangnemét nagyterces frígnek nevezik. A dal ritmusa alkalmazkodó.
Feldolgozás:
| Szerző         | Mire                  | Mű                          | Előadás |
| -------------- | --------------------- | --------------------------- | ------- |
| Jandek Gusztáv | két szólamú vegyeskar | Megkötöm lovamat..., 2. dal |         |
| Kodály Zoltán  | daljáték              | Székely fonó, 3. dal        | [ 4 ]   |

## Kotta és dallam
| A citrusfa levelestől, ágastól, kisangyalom, hogy váljunk el egymástól? Úgy elválunk, kisangyalom, egymástól, mint a csillag fényes ragyogásától. | Házam előtt csak egy csillag ragyogott, annak a csillagnak sor irigye volt. Eltiltották tőlem azt a csillagot, ki az én bús életemre ragyogott. | Édesanyám gyengén nevelt engemet, mégsem tudja az én bús életemet, mert ha tudná az én bús életemet, éjjel-nappal siratgatna engemet. |

## Felvételek
- A citrusfa levelestől ágastól, Csillagok csillagok. YouTube (2012. december 13.)  (Hozzáférés: 2016. április 28.) (videó) 1:36-ig.
- Magyar népdalok - A citrusfa levelestül, ágastul. Magyar Rádió és Televízió Gyermekkara Csányi László vezényletével  YouTube (1970. május 12.)  (Hozzáférés: 2016. április 28.) (audió)
- A citrusfa levelestűl... Török Erzsébet; kísér Lakatos Sándor és zenekara  YouTube (1961. december 5.)  (Hozzáférés: 2016. április 28.) (audió)
- A citrusfa levelestől ágastól. cimbalom.nl (Hozzáférés: 2016. április 28.) (audió) arch
- Citrusfa. Rejtező  YouTube (2010. július 17.)  (Hozzáférés: 2016. április 28.) (videó)
- Citrusfa. Ultramarin  YouTube (2011. december 9.)  (Hozzáférés: 2016. április 28.) (audió)
- Citrusfa. Borago  YouTube (2010. március 29.)  (Hozzáférés: 2016. április 28.) (videó)

## Kapcsolódó lapok
- Zenei hang